# Прапор Вінницького району
Пра́пор Ві́нницького район́у — офіційний символ Вінницького району Вінницької області, затверджений 17 квітня 2008 року рішенням № 58 19 сесії Вінницької районної ради 5 скликання. Автор прапору — вінницький історик та геральдист Юрій Легун.

## Опис
Прямокутне полотнище зі співвідношенням сторін 2:3 поділене на три горизонтальні смуги: блакитну, хвилясту білу та зелену. Висота першої та третьої смуг по 2/5 висоти прапора, а другої — 1/5. В центрі прапора вміщено малий герб Вінниці, що займає 1/3 його висоти.

## Символіка
Основні елементи прапора символізують наступне:
- Блакитна смуга символізує боротьбу за свободу, надію, вірність та чесність.
- Біла (срібна) позначає річку Південний Буг.
- Зелена смуга — щедрість та сільське господарство як основа економіки району.